# Бекмамбетов Тимур Нуруахітович
Тиму́р Нуруахі́тович Бекмамбе́тов (каз. Темір Нұрыахытұлы Бекмамбетов; рос. Тимур Нуруахитович Бекмамбетов) — російський кліпмейкер, кінорежисер, продюсер та сценарист казахсько-єврейського походження.

## Біографія
Тимур народився в м. Атирау (тоді — м. Гур'єв) Казахської РСР. Батько Нуруахіт Бекмамбетов працював на керівній посаді в «Гур'євенерго», мати Міра Богословська була заступником редактора обласної партійно-радянської газети «Прикаспийская коммуна».
Закінчив Гур'євську середню школу № 17 ім. С. М. Кірова. Поступив в «Московський енергетичний інститут», але зацікавившись мистецтвом, закинув навчання. В 1980-му переїхав в Ташкент.
В 1987 році закінчив Ташкентський театрально-художній інститут ім. А. Островського за фахом «художник театру і кіно».
Служив в армії біля Ашгабата. Після служби працював художником-постановником в театрі «Ільхом» (Ташкент) і на кіностудії «Узбекфільм». Пізніше переїхав в Москву.

## Кар'єра
Першим фільм Тимур Бекмамбетов зняв в 1994 році. Картина «Пешаварський вальс» присвячена афганській війні, була відзначена на фестивалях в Карлових Варах (Чехія), Сорренто (Італія) і на Кінотаврі.
У 1994 році заснував студію «Імперіал-фільм», а в 1999 році створив компанію «Базелевс».
Тимур відомий як автор серії рекламних роликів для російського банку «Імперіал» (1992—1997), які неодноразово завойовували призи різних міжнародних фестивалів реклами. Також знімав рекламу для компаній «Селдом», «Пепсі», банка «Слов'янський». У 2000 році став членом Російської академії реклами. У 2006 він був режисером двох рекламних роликів для мобільного оператора «Київстар», в яких знімався Жерар Депардьє.

У 2000 році за замовленням компанії «Ріал рекордс» зняв 3 музичних кліпи для російської співачки Юлії Чичеріної: «Ту-лу-ла», «Жара», «Дорога». Кліп «Жара» отримав приз Російської кіноакадемії і був номінований на «MTV Music Awards — 2000».

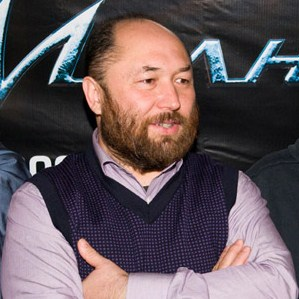
Тимур Бекмамбетов на прем'єрі фільму «Чорна Блискавка», 21 грудня 2009

В 1998 році Тимур отримав запрошення американського продюсера Роджера Кормана, стати режисером малобюджетного фільму «Гладіатрікс», який, в підсумку, вийшов в 2001 році
Велику популярність принесли фільми «Нічна варта» (2004) та «Денна варта» (2006), після чого він отримав запрошення у Голівуд для роботи у низці проектів групи кінокомпаній «Fox». Результатом роботи у Голівуді став фільм «Особливо небезпечний» (2008), з Анджеліною Джолі у головній ролі.
В 2007 Тимур був режисером фільму «Іронія долі. Продовження».
У 2009 він займався продюсуванням мультфільму «9» (2009) та фільму «Чорна Блискавка» (2009). Після чого послідувала робота над російськими фільмами «Ялинки» та «Викрутаси».
В 2011 вийшов спільний з іспанським режисером Гонсалесом Лопез-Галледжим псевдодокументальний фільм «Аполлон 18».

## Фільмографія

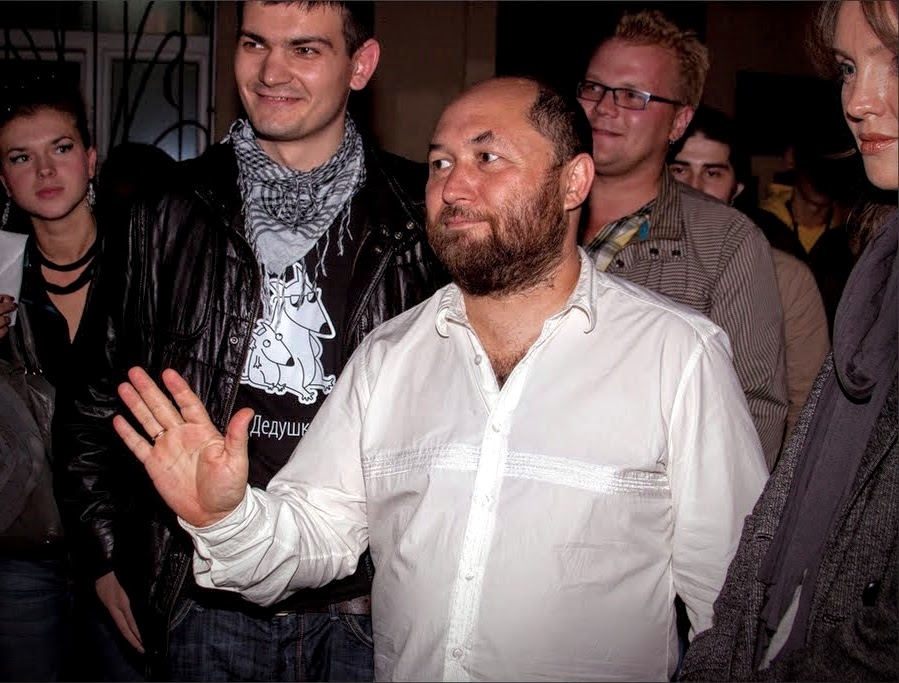
Бекмамбетов на прем'єрі мульфільму «9» з глядачами. СПб, травень 2009-го

| Рік  | Українська назва                          | Оригінальна назва               | Примітки                     |
| ---- | ----------------------------------------- | ------------------------------- | ---------------------------- |
| 1987 | Перед великою дорогою на війну            | Перед большой дорогой на войну  | художник                     |
| 1994 | Пешаварський вальс                        | Пешаварский вальс               | режисер, сценарист           |
| 2001 | Гладіатрікс                               | The Arena / Гладиатрикс         | режисер                      |
| 2004 | Нічна варта                               | Ночной дозор                    | режисер, сценарист           |
| 2006 | Денна варта                               | Дневной дозор                   | режисер, сценарист           |
| 2007 | Іронія долі. Продовження                  | Ирония судьбы. Продолжение      | режисер, продюсер            |
| 2008 | Особливо небезпечний                      | Wanted                          | режисер                      |
| 2009 | 9                                         | 9                               | продюсер                     |
| 2009 | Чорна Блискавка                           | Черная Молния                   | продюсер                     |
| 2010 | Ялинки                                    | Ёлки                            | режисер, продюсер, сценарист |
| 2011 | Викрутаси                                 | Выкрутасы                       | продюсер                     |
| 2011 | Аполлон 18                                | Apollo 18                       | продюсер                     |
| 2011 | Фантом                                    | The Darkest Hour                | продюсер                     |
| 2011 | Ялинки 2                                  | Ёлки 2                          | режисер, продюсер            |
| 2012 | Президент Лінкольн: Мисливець на вампірів | Abraham Lincoln: Vampire Hunter | режисер, продюсер            |
| 2017 | Війна струмів                             | The Current War                 | продюсер                     |
| 2018 | Видалити з друзів 2                       | Unfriended: Dark Web            | продюсер                     |
| 2023 | Зникла безвісти                           | Missing                         | продюсер                     |
| 2026 | Милосердя                                 | Mercy                           | режисер, продюсер            |

## Музичні відео (кліпи)
- Юлія Чичеріна — Tu-lu-la
- Юлія Чичеріна — Zhara
- Linkin Park — Powerless

## Зв'язок з Україною
У своєму блозі досить різко висловився [Архівовано 19 жовтня 2017 у Wayback Machine.] проти дублювання свого фільму українською мовою.
В 2022 році засудив російське вторгнення в Україну і заявив про зйомки документального фільму про «цифровий бік війни», а також назвав бойкот російських фільмів на Заході «емоційним, щирим і розумним».